# Thế giới kỳ diệu của Gumball
Thế giới kỳ diệu của Gumball (tiếng Anh: The Amazing World of Gumball, hay còn được viết tắt là TAWOG) - là loạt phim truyền hình hoạt hình dành cho trẻ em  của Anh - Mỹ do Ben Bocquelet sáng tạo và sản xuất bởi Cartoon Network. Loạt phim lần đầu tiên lên sóng vào ngày 3 tháng 5 năm 2011. Câu chuyện chủ yếu kể về cuộc sống xung quanh của một cậu bé mèo 12 tuổi tên là Gumball Watterson ở thị trấn Elmore, bạn thân của cậu là chú cá vàng tên là Darwin Watterson, đồng thời là em trai nuôi của cậu. Xuyên suốt tập phim, khán giả cũng sẽ được gặp gỡ các nhân vật khác như: em gái Anais, cha Richard và mẹ Nicole...
Boccquel đã từng từ chối bán bản quyền của các nhân vật trong sê-ri bởi ông cho rằng đây là một chương trình "giáo dục gia đình và trường học" mà Cartoon Network lại rất chú trọng điều đó (?). Ông ấy đã đưa Thế giới kỳ diệu của Gumball lên trên kênh mạng của Turner Broadcasting do Daniel Lennard điều hành cùng các nhà sản xuất của bộ phim. Đây là loạt phim đầu tiên được sản xuất bởi Cartoon Network Development Studio Europe, với đồng sản xuất là Studio SIO và Great Marlborough Productions. Một nét khá độc đáo của phim là mỗi nhân vật đều có những cá tính khác biệt. Các nhân vật hoạt hình được thiết kế và đưa lên phim với nhiều phong cách và kỹ thuật (cách điệu vẽ tay truyền thống, múa rối, CGI, tĩnh vật, hoạt hình flash, người thật đóng...).
Loạt phim đã thay đổi nhiều phong cách trong suốt quá trình sản xuất, đặc biệt là trong quá trình chuyển giao giữa đầu mùa một và mùa hai, chẳng hạn như thiết kế lại nhân vật, tăng sử dụng hiệu ứng hình ảnh, chất lượng hoạt hình cao hơn và thay đối hướng tới phong cách hài hước, châm biếm nhiều hơn.

## Sản xuất
Khi Cartoon Network Development Studio Europe được thành lập vào năm 2007, Ben Bocquelet đã được chỉ đạo để giúp hãng quảng cáo những dự án của hãng lên các trang mạng. Tuy nhiên, khi hãng phim quyết định tập trung toàn bộ các nhân viên thực hiện ý tưởng của mình, ông lại quyết định từ chối để các nhân vật mà ông sáng tạo ra cho hãng dùng làm quảng cáo mà tập trung chúng lại với nhau, trở thành một loạt phim hoạt hình ở trường học. Daniel Lennard, phó Chủ tịch của sê-ri hiện tại và của Bộ phận phát triển trong Turner Broadcasting đã rất ấn tượng trước ý tưởng mới của Ben và phê duyệt dự án của ông. Đây là bộ phim đầu tiên được sản xuất bởi Cartoon Network Development Studio Europe. 36 tập phim của mùa đầu tiên được hãng sản xuất hợp tác với Studio SOI (có trụ sở tại Boulder Media Limited) và Dandelion Studios.

## Xây dựng nhân vật
Loạt phim xoay quanh cuộc đời của chú mèo 12 tuổi tên là Gumball Watterson (Logan Grove lồng tiếng mùa 1-2 và tập "The Kids" mùa 3; Jacob Hopkins lồng tiếng phần còn lại của mùa 3 đến tập "The Copycats"; Nicolas Cantu lồng tiếng từ mùa 5 trở đi) và những trò chơi khăm vớ vẩn thường xuyên của cậu tại thị trấn giả tưởng Elmore của Mỹ, bên cạnh cậu là em trai nuôi cá vàng - người bạn thân nhất Darwin (Kwesi Boakye lồng tiếng mùa 1–2 và tập "The Kids" trong mùa 3; Terrell Ransom Jr. lồng tiếng phần còn lại của mùa 3 đến tập "The Copycats", Donielle T. Hansley Jr., lồng tiếng từ mùa 5 trở đi). Những thành viên trong gia đình của Gumball bao gồm em gái hiểu biết rộng Anais (Kyla Rae Kowalewski), người bố luôn ở nhà Richard (Dan Russell) - cả hai đều là thỏ, và người mẹ mèo tham công tiếc việc Nicole (Teresa Gallagher), họ thường tự tham gia vào những kì tích của Gumball. Gumball theo học cùng em trai tại trường trung học Elmore, nơi trong suốt loạt phim cậu giao lưu với các bạn cùng lớp từ nhiều cá thể khác nhau, đặc biệt là người yêu và bạn gái cậu Penny Fitzgerald (cũng là Gallagher lồng tiếng).

## Tập phim
| Mùa | Mùa        | Số tập     | Phát sóng chính thức | Phát sóng chính thức |
| Mùa | Mùa        | Số tập     | Ngày công chiếu      | Ngày kết thúc        |
| --- | ---------- | ---------- | -------------------- | -------------------- |
|     | Tập mở đầu | Tập mở đầu | 8 tháng 5 năm 2008   | 8 tháng 5 năm 2008   |
|     | 1          | 36         | 3 tháng 5 năm 2011   | 13 tháng 3 năm 2012  |
|     | 2          | 40         | 7 tháng 8 năm 2012   | 3 tháng 12 năm 2013  |
|     | 3          | 40         | 5 tháng 6 năm 2014   | 9 tháng 7 năm 2015   |
|     | 4          | 40         | 10 tháng 7 năm 2015  | TBA                  |

Mùa đầu tiên của Thế giới kỳ diệu của Gumball ra mắt vào ngày 3 tháng 5 năm 2011 với tập phim có tên "The DVD" và kết thúc vào ngày 13 tháng 3 năm 2012 với tập phim có tên "The Fight". 40 tập của mùa thứ hai đã được công bố vào ngày 17 tháng 3 năm 2011, trước khi ra mắt mùa đầu tiên của loạt phim. Phát biểu về mùa phim mới, nhà sản xuất điều hành Daniel Lennard tuyên bố: "Việc công bố mùa phim thứ hai trước khi mùa đầu tiên phát sóng cho thấy sự cam kết và niềm tin tuyệt đối của chúng tôi vào loạt phim, chúng tôi đang hi vọng khán giả sẽ đón nhận chương trình này nhiều như chúng tôi." Thế giới Kì diệu của Gumball đã được công bố làm tiếp mùa ba gồm 40 tập vào tháng 10 năm 2012. Tháng 2 năm 2013, loạt phim bị gián đoạn nhưng trở lại vào tháng 6 năm 2013. Ngày 6 tháng 9 năm 2016, Ben Bocquelet sẽ dừng tham gia sản xuất Gumball sau khi hoàn thành mùa sáu, nhưng đoàn làm phim sẽ vẫn tiếp tục hoạt động mà không có ông. Nhưng, có một thông báo mới từ Cartoon Network vào tháng 2 năm 2021 rằng họ đang làm Gumball Movie.

### Kết hợp
Ngày 17 tháng 9 năm 2015, nhà sáng tạo loạt phim Ben Bocquelet tuyên bố trên trang Twitter của mình rằng một tập phim kết hợp với các chương trình khác trên Cartoon Network sẽ phát sóng trong mùa thứ năm của phim. Gumball có một vai cameo trong tập phim của Uncle Grandpa mang tên "Pizza Eve" bên cạnh những nhân vật khác của Cartoon Network từ khi bắt đầu chiếu đến khi kết thúc chương trình. Tập phim trong mùa thứ năm là "The Boredom" sẽ xuất hiện những nhân vật từ Clarence, Regular Show và Uncle Grandpa cũng xuất hiện trong vai cameo.

## Đón nhận

### Phản hồi phê bình
Thế giới Kì diệu của Gumball nhận nhiều đánh giá tích cực từ giới phê bình. Trong một bài bình luận tán thành, Brian Lowry của Variety miêu tả loạt phim là "một cuộc vui chơi thực sự thông minh trong sự hỗn loạn của gia đình" và "độ vớ vẩn xếp hạng đầu tiên". Ken Tucker của Entertainment Weekly cũng đánh giá cao khi viết, "Có một vài ví dụ về chương trình theo xu hướng của trẻ em, như trí tưởng tượng hoang dã, như lỗi dẫn chuyện táo bạo và trực quan, như Thế giới kỳ diệu của Gumball". Bài đánh giá từ Daily Mail khen ngợi Thế giới Kì diệu của Gumball là một "khúc gỗ vinh quang kì dị của lối kể nhanh và vui nhộn" và "kiểu hài hước thông minh của trẻ em mà phụ huynh cũng có thể thưởng thức".
Noel Murray của The A.V. Club đánh giá bản phát hành DVD 12 tập đầu của loạt phim hạng điểm B+.

### Bị Trung Quốc đạo nhái phim
Trung Quốc cũng có một tựa phim được cho là đạo nhái của Gumball có tên là Miracle Star (tiếng Trung: 奇奇妙乐星; bính âm: Qí qí Miàolèxīng; Hán Việt: Kỳ kỳ Diệu Nhạc Tinh). Có quá nhiều phân cảnh của Miracle Star giống bản gốc đến hơn 90%.. Nội dung của phim Miracle Star xoay quanh những chuyến phiêu lưu của chú dê Diệu Nhạc Tinh (tiếng Trung: 妙乐星; bính âm: Miào Lèxīng) và cậu em trai nuôi Oa Oa (tiếng Trung: 呱呱; bính âm: Guāguā - một chú ếch xanh lục) xung quanh thị trấn của họ. Những nhân vật chính đến từ hoạt hình Trung Quốc có tạo hình và tính cách giống đến ngỡ ngàng với những nhân vật trong Gumball, khiến dân mạng không khỏi đặt nghi vấn. Sau khi các nhà sản xuất phim Amazing World Of Gumball biết được, họ đã không bỏ qua cho việc làm không tôn trọng đạo đức nghề nghiệp này. Họ "trả đũa" bằng cách làm hẳn một tập phim nhằm dằn mặt Miracle Star có tên The Copycats. Trong tập phim này, gia đình của Gumball đụng độ một gia đình bắt chước họ (Tượng trưng cho Miracle Star). Và đến cuối tập phim thì cả gia đình bắt chước bị tai nạn khi chiếc xe tải họ lái lao xuống vực rồi phát nổ.